# Конніотвілл (Пенсільванія)
Конніотвілл (англ. Conneautville) — місто (англ. borough) в США, в окрузі Кроуфорд штату Пенсільванія. Населення — 739 осіб (2020).

## Географія
Конніотвілл розташований за координатами 41°45′25″ пн. ш. 80°22′6″ зх. д. / 41.75694° пн. ш. 80.36833° зх. д. (41.756927, -80.368460).  За даними Бюро перепису населення США в 2010 році місто мало площу 2,68 км², з яких 2,67 км² — суходіл та 0,01 км² — водойми.

## Демографія
Згідно з переписом 2010 року, у селищі мешкали 774 особи в 317 домогосподарствах у складі 208 родин. Густота населення становила 288 осіб/км².  Було 352 помешкання (131/км²).
Расовий склад населення:
| - 96,9 % — білих - 1,2 % — чорних або афроамериканців - 0,4 % — корінних американців - 0,1 % — азіатів |

До двох чи більше рас належало 1,4 %. Частка іспаномовних становила 0,8 % від усіх жителів.
За віковим діапазоном населення розподілялося таким чином: 23,5 % — особи молодші 18 років, 60,1 % — особи у віці 18—64 років, 16,4 % — особи у віці 65 років та старші. Медіана віку мешканця становила 42,9 року. На 100 осіб жіночої статі у селищі припадало 88,8 чоловіків;  на 100 жінок у віці від 18 років та старших — 91,0 чоловіків також старших 18 років.
Середній дохід на одне домашнє господарство  становив 50 677 доларів США (медіана — 44 044), а середній дохід на одну сім'ю — 53 061 долар (медіана — 44 265). За межею бідності перебувало 21,4 % осіб, у тому числі 42,2 % дітей у віці до 18 років та 3,0 % осіб у віці 65 років та старших.
Цивільне працевлаштоване населення становило 395 осіб. Основні галузі зайнятості: освіта, охорона здоров'я та соціальна допомога — 34,7 %, виробництво — 13,7 %, роздрібна торгівля — 12,4 %.